# Moordbedrijf in Las Vegas

De ligging van de VerenigdeStaten in Noord-Amerika.

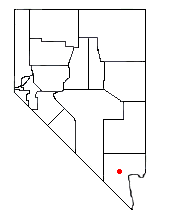
De ligging van Las Vegas in de staat Nevada.

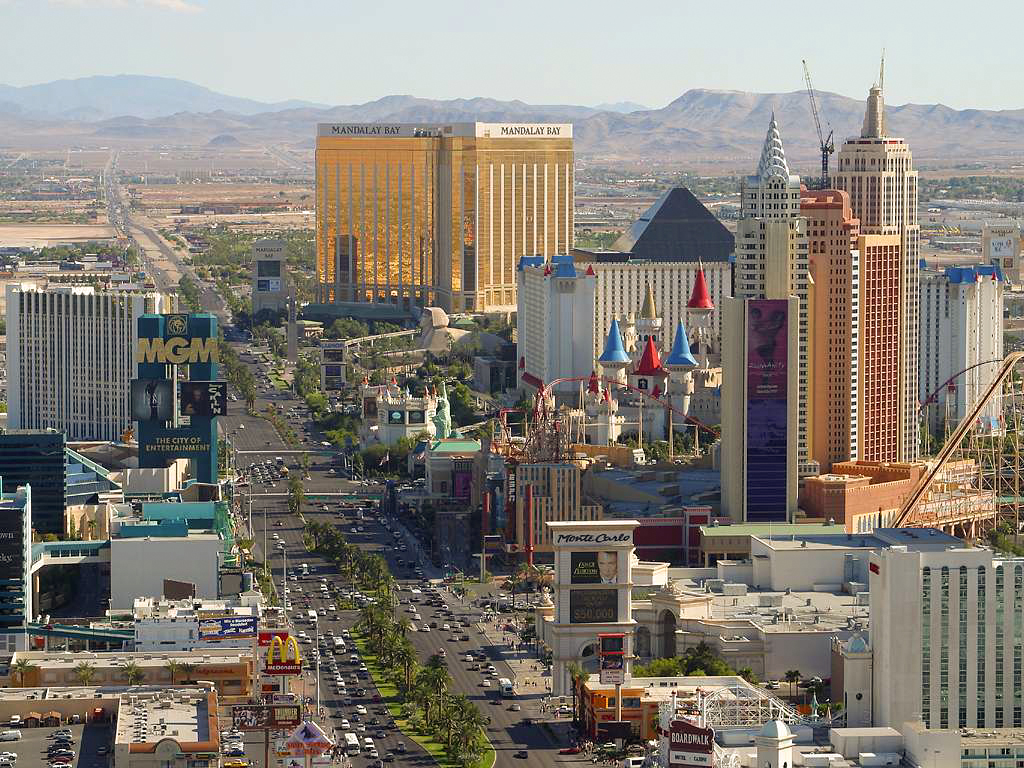
Las Vegas

Moordbedrijf in Las Vegas is een spionageroman van auteur Gérard de Villiers en is het 32e deel uit de S.A.S.-reeks met als protagonist de Oostenrijkse prins en freelance CIA-agent Malko Linge.

## Het verhaal
Malko vertrekt met plaatsvervangende schaamte, in opdracht van John Gail, de persoonlijke adviseur van de Amerikaanse president met een koffer met inhoud van 200.000 dollar naar Las Vegas om deze te overhandigen aan het bekende maffialid en casino-eigenaar Bunny Capistrano.
Capistrano weigert echter de koffer in ontvangst te nemen en sommeert Malko de koffer terug te brengen naar John Gail.
Kort speelt de gedachte door Malko's hoofd om het geld voor zichzelf te houden. Met de inhoud van de koffer zou hij zijn Oostenrijkse kasteel kunnen renoveren en geen toekomstige opdrachten van de CIA meer hoeven aan te nemen.
Malko besluit te de ware reden te achterhalen waarom de maffiabaas het geld niet in ontvangst wil nemen. Hij krijgt hierbij hulp van een stokoude, uitgerangeerde advocaat.

## Personages
- Malko Linge, een Oostenrijkse prins en CIA-agent;
- John Gail, de persoonlijke adviseur en raadgever van de Amerikaanse president;
- Bunny Capistrano, de grootste misdadiger van Las Vegas en lid van de Amerikaanse maffia.